# Tachydromia incompleta
Tachydromia incompleta is een vliegensoort uit de familie van de Hybotidae. De wetenschappelijke naam van de soort is voor het eerst geldig gepubliceerd in 1900 door Becker.